# Nils Allesson
Nils Allesson  (latin: Nicolaus Allonis), död 3 eller 4 februari 1305, var en svensk präst och ärkebiskop i Uppsala stift från 1292 till sin död 1305.  

## Biografi
Allesson studerade i Tyskland och Frankrike och under 1290-talet vid kurian i Rom. Allesson invigde 28 augusti 1300 Sko kloster efter att klostret återuppbyggtsefter en brand. Han företog flera visitationer under sin tid som ärkebiskop och bland annat gjorde han en resa år 1302 från Uppsala och besökte kyrkorna efter sträckan Östervåla, Hedesunda, Valbo, Hamrånge och därefter via Ödmården till Hälsingland. Hemfärden gick över Tierp. Vid den tiden fanns ingen kyrka i Gävle och större delen av nuvarande Gävle låg då under vatten. 
År 1303 medverkade han i den första rättegången mot Botulf.